# Hainburg, Hessen
Hainburg är en Gemeinde i Landkreis Offenbach i det tyska förbundslandet Hessen. Hainburg har cirka 14 014 invånare år 2012.

## Ortsteile
Hainburg består av två Ortsteile: Hainstadt och Klein-Krotzenburg som bägge var kommuner innan de gick samman i den nya kommunen Hainburg 1 januari 1977.